# Операция «Тукан»
Операция «Тукан» (англ. Toucan, исп. Operación Tucán) — совместная операция КГБ/ДГИ по воздействию на общественное мнение, направлена против правительства Чили, возглавленного Аугусто Пиночетом. По словам бывшего офицера КГБ Василия Митрохина, идея операции принадлежала Юрию Андропову.
Операция преследовала две цели: организовать правозащитные организации для давления на ООН и обеспечить негативное освещение режима Пиночета в прессе. В 1976 году, в начале операции, в New York Times было напечатано 66 статей, посвящённых правам человека в Чили, четыре, посвящённые режиму Красных кхмеров в Камбодже и три статьи о соблюдении прав человека на Кубе.
Во время операции КГБ также было опубликовано письмо, в котором ЦРУ обвинялось в связи с кампанией политических преследований чилийской ДИНА. Многие журналисты, включая Джека Андерсона из New York Times, использовали это письмо как доказательство причастия ЦРУ к грязным моментам операции «Кондор».